# Spitfire (The-Prodigy-Lied)
Spitfire (zu deutsch etwa: „Hitzkopf“) ist ein Song der englischen Big-Beat-Band The Prodigy, der als sechzehnte Single-Auskopplung von der Band veröffentlicht wurde. Die Single erschien in limitierter Auflage am 4. April 2005 auf 12"-Vinyl Schallplatte und am 11. April 2005 als CD-Single. Es war die dritte und letzte Single-Auskopplung aus dem vierten Studioalbum Always Outnumbered, Never Outgunned der Band.
Der Hintergrundgesang in Spitfire wurde von der Schauspielerin und Sängerin Juliette Lewis und der kanadischen Sängerin Natalie Appleton, der Frau von Liam Howlett, vorgetragen.

## Titelliste
Die Titellisten der Single-Auskopplungen von Spitfire unterscheiden sich nicht zwischen der 12"-Vinyl und der CD-Fassung.
| Nr.          | Titel                                           | Länge |
| ------------ | ----------------------------------------------- | ----- |
| 1.           | Spitfire (05 Version)                           | 03:27 |
| 2.           | Spitfire (Nightbreed Mix)                       | 06:10 |
| 3.           | Spitfire (Future Funk Squad's 'Dogfight' Remix) | 07:27 |
| Gesamtlänge: | Gesamtlänge:                                    | 17:04 |

Der Song Spitfire ist in der Album-Version auch auf dem Soundtrack zum Horrorfilm House of Wax enthalten.

## Musikvideo
Das zugehörige Musikvideo wurde unter Regie von Tim Qualtrough gedreht und zeigt mit digitalen Effekte versehene Live-Auftritte der Band.
In einer alternativen Version des Musikvideos werden Ausschnitte aus dem Film House of Wax verwendet. 